# Argentinische Faustballnationalmannschaft der Männer
Die argentinische Faustballnationalmannschaft ist die von den argentinischen Nationaltrainern getroffene Auswahl argentinischer Faustballspieler. Sie repräsentieren die Federación Argentina de Faustball (FAF) auf internationaler Ebene bei Veranstaltungen der International Fistball Association.

## Internationale Erfolge
Seit der dritten Austragung 1976 in Brasilien nimmt die Männernationalmannschaft aus Argentinien an den Weltmeisterschaften teil.

### Weltmeisterschaften
- 1968 in  Österreich: nicht teilgenommen
- 1972 in  Deutschland: nicht teilgenommen
- 1976 in  Brasilien: 5. Platz (von 6)
- 1979 in der  Schweiz: 5. Platz (von 8)
- 1982 in  Deutschland: 5. Platz (von 8)
- 1986 in  Argentinien: 5. Platz (von 6)
- 1990 in  Österreich: 6. Platz (von 11)
- 1992 in  Chile: 5. Platz (von 10)
- 1995 in  Namibia: 5. Platz (von 10)
- 1999 in der  Schweiz: 5. Platz (von 12)
- 2003 in  Brasilien: 5. Platz (von 10)
- 2007 in  Deutschland: 5. Platz (von 12)
- 2011 in  Österreich: 4. Platz (von 12)
- 2015 in  Argentinien: 5. Platz (von 14)
- 2019 in der  Schweiz: 7. Platz (von 18)
- 2023 in  Deutschland: 6. Platz (von 16)

### World Games
- 1985 in London ( Vereinigtes Königreich): nicht qualifiziert
- 1989 in Karlsruhe ( Deutschland): 5. Platz
- 1993 in Den Haag ( Niederlande): nicht qualifiziert
- 1997 in Lahti ( Finnland): 5. Platz
- 2001 in Akita ( Japan): nicht teilgenommen
- 2005 in Duisburg ( Deutschland): 5. Platz
- 2009 in Kaohsiung ( Taiwan): nicht qualifiziert
- 2013 in Cali ( Kolumbien): 6. Platz
- 2017 in Breslau ( Polen): 6. Platz
- 2022 in Birmingham (Alabama) ( Vereinigte Staaten): 7. Platz

## Aktueller Kader
Kader bei der Faustball-WM 2023 in Deutschland:
| Nr.            | Name                     | Verein                 |         |         |         |         |         |
| Angriff        | Angriff                  | Angriff                | Angriff | Angriff | Angriff | Angriff | Angriff |
| -------------- | ------------------------ | ---------------------- | ------- | ------- | ------- | ------- | ------- |
| 1              | Nahuel Vener             | A.D.A Punta Chica      |         |         |         |         |         |
| 9              | Francisco Kloos          | S.A.G Villa Ballester  |         |         |         |         |         |
| 8              | Lucio Rivolta            | C.C.A.A. Rosario       |         |         |         |         |         |
| Abwehr/Zuspiel |                          |                        |         |         |         |         |         |
| 2              | Sebastián Vener          | A.D.A Punta Chica      |         |         |         |         |         |
| 3              | Federico Hönigesz Genser | S.A.G. Villa Ballester |         |         |         |         |         |
| 4              | Tomás Krause             | C.C.A.A. Rosario       |         |         |         |         |         |
| 5              | Ulises Krause            | C.C.A.A. Rosario       |         |         |         |         |         |
| 6              | Federico Fritz           | A.D.A Punta Chica      |         |         |         |         |         |
| 7              | Tomás Mascali            | C.C.A.A. Rosario       |         |         |         |         |         |
| 10             | Joaquín Salva            | C.C.A.A. Rosario       |         |         |         |         |         |

### Trainer
| Name             | Funktion   |
| ---------------- | ---------- |
| Romeo Dominioni  | Trainer    |
| Jochen Inderwies | Co-Trainer |

## Nationaltrainer seit 1992
| Name                | von WM | bis WM | Anmerkungen, Erfolge                   |
| ------------------- | ------ | ------ | -------------------------------------- |
| Luis Henle          | 1992   | 1992   | 5. Platz (WM 1992)                     |
| Ivan Carlos Cagnone | 1995   | 1995   | 5. Platz (WM 1995)                     |
| Alfredo Thiesing    | 1999   | 1999   | 5. Platz (WM 1999)                     |
| Ernesto Lorte       | 2003   | 2003   | 5. Platz (WM 2003)                     |
| Alfredo Thiesing    | 2007   | 2007   | 5. Platz (WM 2007)                     |
| Pablo Galan         | 2011   | 2015   | 4. Platz (WM 2011), 5. Platz (WM 2015) |
| Pablo Parra         | 2019   | 2019   | 7. Platz (WM 2019)                     |
| Jorge Vener         | 2023   | 2023   | 7. Platz (WM 2023)                     |

Männer: 
Argentinien |
Australien |
Belgien |
Brasilien |
Chile |
Dänemark |
Deutschland |
Indien |
Italien |
Japan |
Kolumbien |
Namibia |
Neuseeland |
Niederlande |
Österreich |
Pakistan |
Polen |
Samoa |
Schweiz |
Serbien |
Spanien |
Südafrika |
Tschechien |
USA
Frauen: 
Argentinien |
Australien |
Belgien |
Brasilien |
Chile |
Deutschland |
Italien |
Japan |
Kolumbien |
Namibia |
Neuseeland |
Österreich |
Polen |
Schweiz |
Serbien |
Tschechien |
USA